# Girando intorno al cespuglio di more
Girando intorno al cespuglio di more (Here We Go Round the Mulberry Bush) è un film del 1968 diretto da Clive Donner.